# Ingress: The Animation
Ingress (o Ingress: The Animation) es una serie de anime basada en el juego de realidad aumentada para móviles de Niantic del mismo nombre. La serie se emitió de octubre a diciembre de 2018 en el nuevo bloque de programación +Ultra de Fuji TV. También se estrenó en Netflix el 30 de abril de 2019.

## Sinopsis
La historia sigue al investigador especial de la policía Makoto, quien tiene el poder de leer la memoria de los objetos que toca. Mientras investiga la explosión de un laboratorio donde se investigaba una sustancia desconocida llamada "Materia Exótica" (XM), toca el anillo de una mujer, la única sobreviviente de la explosión, y tiene una visión aterradora que lo involucra en una conspiración masiva.

## Personajes
Makoto Midorikawa (翠川 誠 Midorikawa Makoto?)
 Seiyū: Reina Ueda, Alan Fernando Velázquez (español latino)
Sarah Coppola (サラ コッポラ Sara Koppora?)
 Seiyū: Reina Ueda, Meli G (español latino)
Jack Norman (ジャック ノーマン Jakku Nōman?)
 Seiyū: Shigeo Kiyama, Beto Castillo (español latino)
Christopher Brandt (クリストファー ブラント Kurisutofā Buranto?)
 Seiyū: Tarusuke Shingaki, José Arenas (español latino)
Liu Tien Hua (劉 天華?  Pinyin: Liú Tiānhuá)
 Seiyū: Kousuke Toriumi, Eduardo Garza (español latino)
Zion Kunikida (国木田 慈恩 Kunikida Jion?)
 Seiyū: Kentaro Tone, Arturo Mercado Jr. (español latino)
Hank Johnson (ハンク・ジョンソン Hanku Jonson?)
 Seiyū: Hiroo Sasaki, Armando Coria (español latino)
Inteligencia Artificial de ADA (人工知能ADA Jinkō Chinō Eida?)
 Seiyū: Megumi Ogata, Annie Rojas (español latino)

## Producción
Producida por Craftar bajo la dirección de Yūhei Sakuragi, con guiones compuestos por Sōki Tsukishima, Tora Tsukishima y Sō Akasaka, la serie se emitió del 18 de octubre al 27 de diciembre de 2018 en el nuevo bloque de anime +Ultra de Fuji TV, así como en Kansai TV, Tokai TV, TNC, UHB y BS Fuji. El tema de apertura es "Tessellate" y el de cierre es "In Cold Blood", ambos interpretados por Alt-J.
Netflix anunció inicialmente que emitiría la serie en todo el mundo el 23 de noviembre de 2018, pero lo reprogramó para el 30 de abril de 2019.
El 15 de diciembre de 2021, Sentai Filmworks adquirió los derechos de videos domésticos, distribuyó el Blu-ray de la serie en Norteamérica y algunas partes de Europa.